# Rainbow (gruppo musicale)
I Rainbow sono un gruppo hard & heavy britannico fondato nel 1974 da Ritchie Blackmore, chitarrista dei Deep Purple.
La loro musica è un misto di hard & heavy e musica classica in cui spiccano le grandi doti virtuosistiche dei singoli musicisti, che vengono unite con testi fantasy che hanno da sempre distinto il gruppo dalle altre band hard rock. Proprio per questi elementi che caratterizzano la loro musica i Rainbow sono considerati tra i maggiori ispiratori del progressive metal e dell'epic metal.
Dopo l'album di debutto che riscosse molto successo soprattutto in Europa tutti i membri della band tranne Dio e Blackmore vennero sostituiti dai musicisti facenti parte della formazione classica. Grazie alla vena creativa di Blackmore, i Rainbow riuscirono a sfornare capolavori come Long Live Rock 'n' Roll e Rising, che viene considerato il loro più grande successo. Gli album successivi si distanziarono progressivamente dal sound originale della band verso delle sonorità più orecchiabili. A causa di questi cambiamenti, nel 1979 Dio lasciò i Rainbow per entrare nei Black Sabbath. Nel 1983 il gruppo si sciolse e si riformò successivamente nel 1993, ma dopo aver pubblicato un album si sciolse nuovamente. Nel 1998 Blackmore, pur continuando a produrre album con una sua nuova band, progettò di riunire nuovamente i Rainbow con la formazione del periodo di Rising; l'improvvisa morte di Cozy Powell in un incidente d'auto rese vano questo tentativo che venne poi recuperato nel 2015 con una nuova formazione.

## Storia del gruppo

### Anni settanta

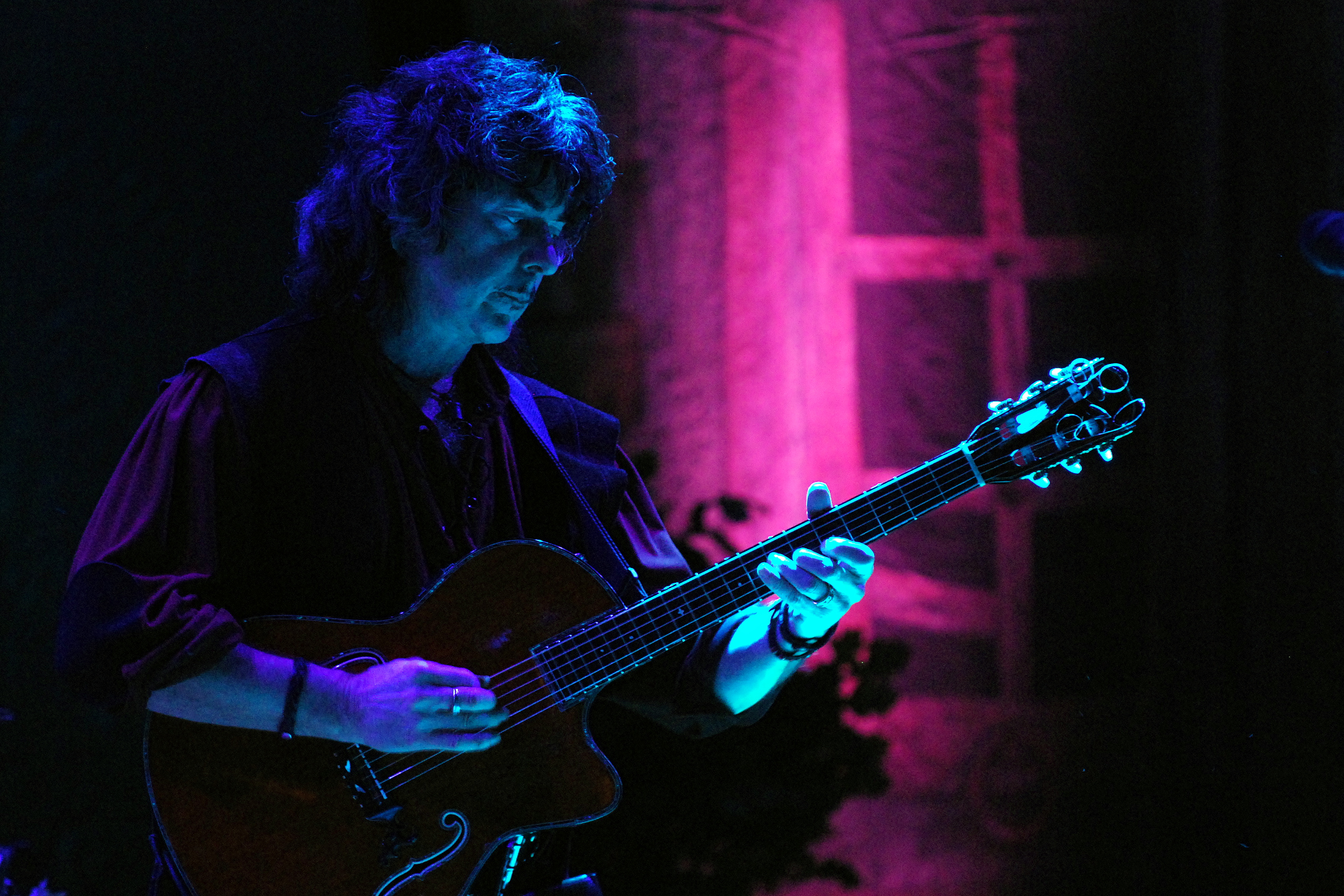
Ritchie Blackmore

Dopo nove album in studio e due celeberrime incisioni live, nel 1975 Ritchie Blackmore decise di abbandonare i Deep Purple e di fondare un gruppo proprio, la cui formazione fu presa interamente dalla band statunitense Elf. Questa band aveva realizzato tra il 1972 e il 1975 tre album hard rock impreziositi dalla voce del cantante Ronald James Padavona, in arte Ronnie James Dio.
Il primo nucleo dei Rainbow contava Dio alla voce, Blackmore alla chitarra, Micky Lee Soule alle tastiere, Craig Gruber al basso e Gary Driscoll alla batteria, e nel 1975 incise per l'etichetta Oyster l'album Ritchie Blackmore's Rainbow. Tutti i brani dell'album portano la firma di Blackmore e Dio; spiccano Catch the Rainbow, The Temple of the King, e il monumentale riff di Man on the Silver Mountain. Il brano Still I'm Sad, preso in prestito degli Yardbirds, diverrà uno dei climax dei concerti della band, dando libero spazio all'espressione di Dio.

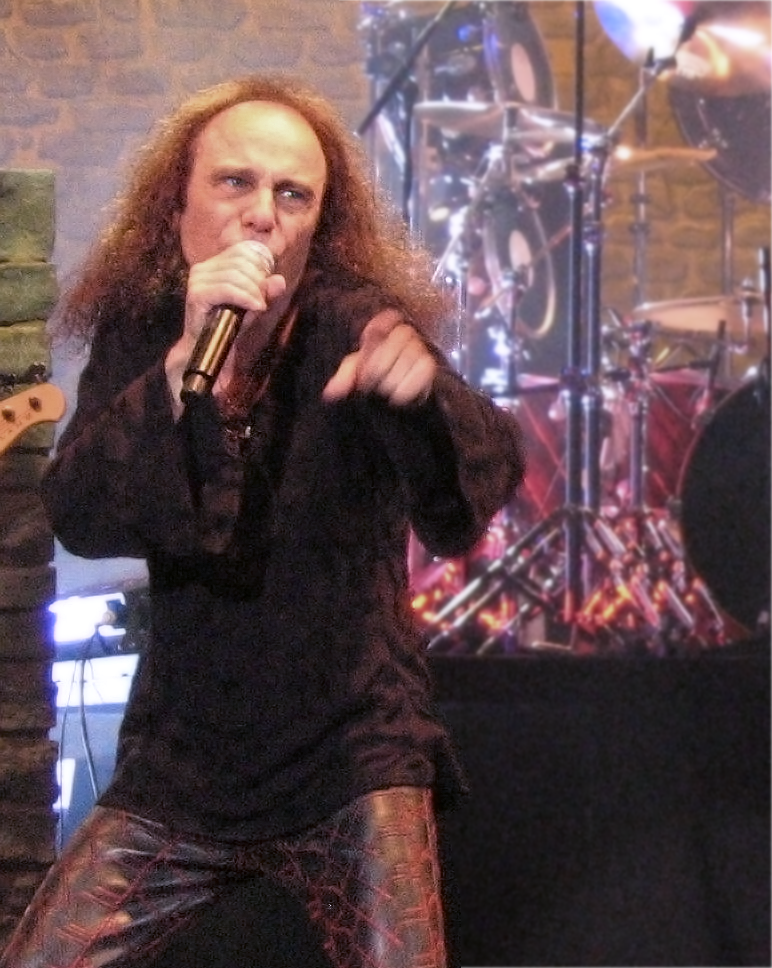
Ronnie James Dio

L'album ebbe un buon successo commerciale, ma nonostante questo Blackmore decise di allontanare Soule, Gruber e Driscoll, sostituendoli con Tony Carey, Jimmy Bain e Cozy Powell. Il successivo album Rising, uscito per la Polydor nel 1976 in cui spiccano i brani Stargazer e A Light in the Black, viene da molti considerato l'apice del gruppo, raggiunse l'undicesima posizione nelle classifiche di vendita inglesi. Nei Rainbow, Blackmore concretizza finalmente la sua idea di una musica epica, a tratti quasi progressive, che non era mai riuscito a imporre nei Deep Purple. I lunghi e virtuosi assoli di Blackmore, uniti a una sezione ritmica precisa e alla voce di Dio, saranno di grande ispirazione per le successive band hard rock britanniche (e non solo), grazie anche agli immaginifici testi di ispirazione fantasy scritti da Dio.
Sempre per decisione di Blackmore, anche Bain e Carey furono allontanati e sostituiti dall'australiano Bob Daisley e dal canadese David Stone. Il tour precedente a questo cambio di formazione fu però immortalato dal live On Stage, giunto al settimo posto delle classifiche inglesi; la registrazione esalta le doti dei musicisti e in particolare di Dio, che tra le altre cose interpreta in modo stupefacente il classico dei Deep Purple Mistreated.
Nel 1978 fu pubblicato Long Live Rock 'n' Roll, caratterizzato da ottime canzoni come la title track, Gates of Babylon e Kill the King.
Nella metà del 1978 Blackmore tornò a rimaneggiare la formazione, questa volta scacciando tutti i membri della band eccetto Powell; al posto degli esclusi entrarono il cantante Graham Bonnet, il tastierista Don Airey e il bassista Roger Glover, ex compagno di Blackmore nei Deep Purple. Le fatiche della nuova formazione furono premiate con il sesto posto nelle classifiche inglesi del loro album Down to Earth, disco di transizione che univa brani epici in linea con quanto sentito in precedenza ad episodi più "radiofonici", anche se di altissima qualità, come i due singoli "All Night Long" e "Since You Been Gone".

### Anni ottanta

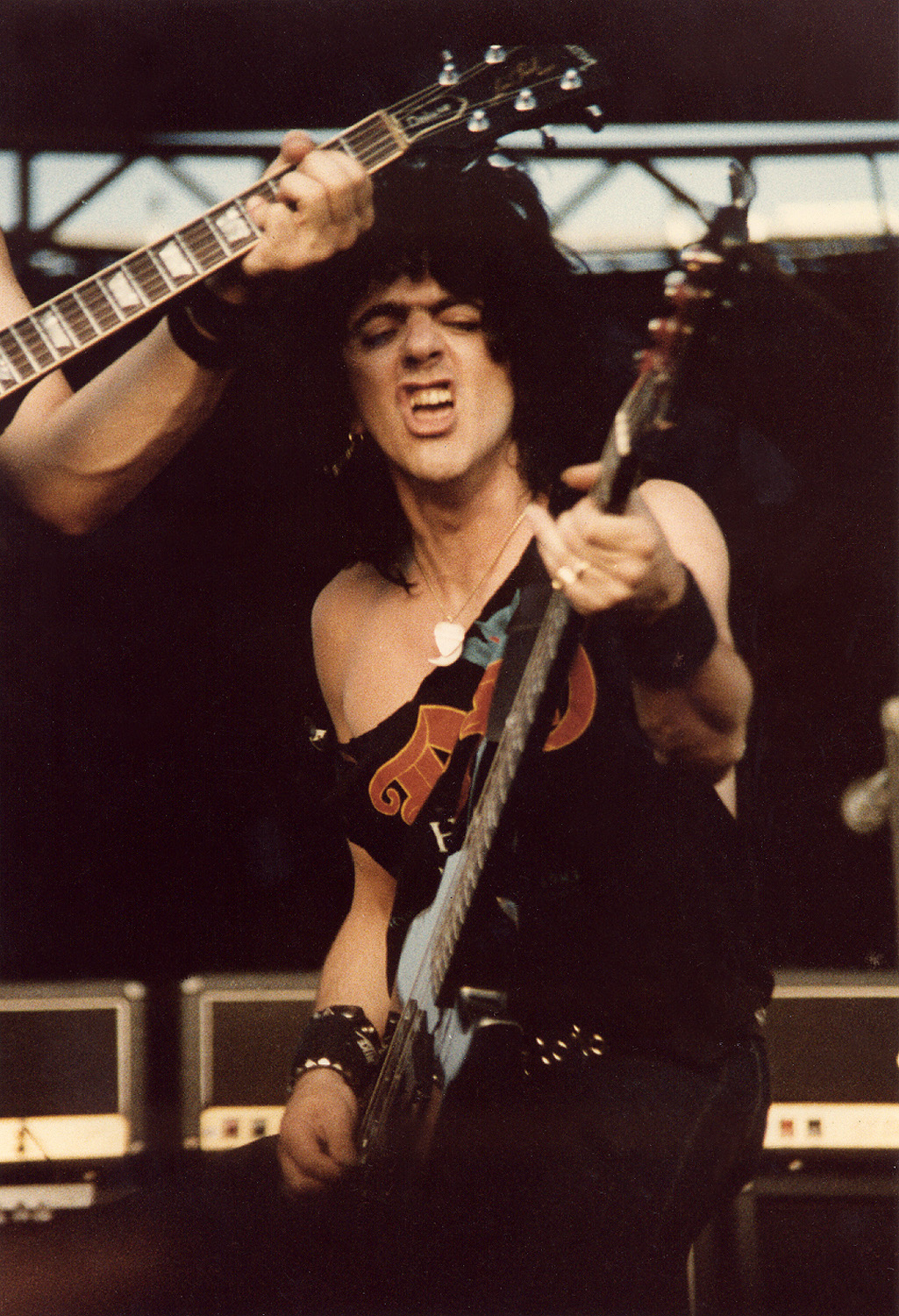
Jimmy Bain

Powell e Bonnet ebbero qualche diverbio con il "padre padrone" Blackmore e abbandonarono per unirsi alla band di Michael Schenker. Blackmore chiamò a sé Joe Lynn Turner alla voce, con il quale realizzò tre album in tre anni: 'Difficult to Cure (1980), Straight Between the Eyes (1981) e Bent Out of Shape (1982). In quel periodo gravitarono attorno alla band, sempre più instabile nella formazione, i tastieristi Don Airey e David Rosenthal e i batteristi Bobby Rondinelli e Chuck Burgi. Si tratta di album in cui si realizza definitivamente la svolta del gruppo, preannunciata nei due album precedenti, verso un sound più commerciale e in linea con le esigenze delle radio americane, definito poi AOR.

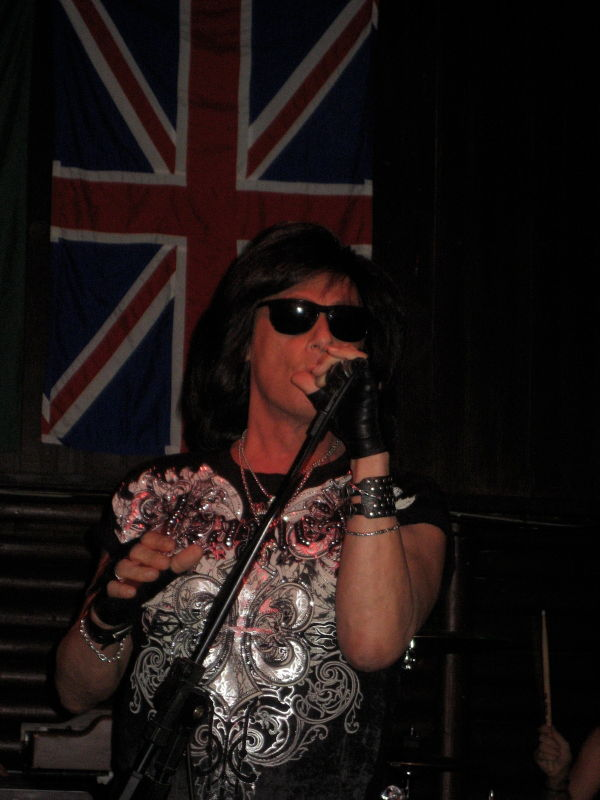
Joe Lynn Turner

Dopo un lunghissimo ed acclamato tour Blackmore decide però di tornare all'hard rock e scioglie il gruppo nel 1983, per riformare la formazione Mk2 dei Deep Purple, con cui inciderà Perfect Strangers.

### Anni novanta e tour estivo europeo di reunion 2016
Alla fine del 1993 Blackmore, dopo essere uscito definitivamente dai Deep Purple, decise di rispolverare il nome Rainbow per un nuovo album: la nuova formazione comprendeva Greg Smith (basso), il batterista John O'Reilly, futuro Blue Oyster Cult, il cantante Doogie White, dotato di una voce per molti versi simile a quella di Dio, e Paul Morris (tastiere). L'album fu intitolato Stranger in Us All (1994) e ne seguì un tour mondiale fino agli inizi del 1996. Dopo il tour Blackmore decise di congelare nuovamente i Rainbow per intraprendere un nuovo percorso con una nuova band, i Blackmore's Night, in compagnia della sua compagna Candice.
Agli inizi del 1998 Blackmore, pur continuando a produrre album con la nuova band, progettò di riunire nuovamente i Rainbow, questa volta nella formazione dell'era di Rising; l'improvvisa morte di Cozy Powell, avvenuta il 5 aprile del 1998 in un incidente d'auto vanificò questo tentativo recuperato poi verso la metà del 2015 con un'altra nuova formazione, questa volta però facendo solamente un tour estivo di sole tre date in due paesi europei come Germania e Gran Bretagna pur non incidendo un nuovo album.
Tra il 2016 e il 2017 la band si è esibita in alcuni concerti, pubblicando pure degli album live, con una formazione totalmente rinnovata che vede tra i nuovi arrivati Jens Johansson (Stratovarius) alle tastiere e Ronald Romero (The Ferrymen) alla voce.
Il 16 marzo 2018 esce il singolo Waiting For A Sign, il primo nuovo materiale dal 1996. La canzone è contenuta in Memories In Rock II live album uscito il 6 aprile.

## Formazione

### Attuale
- Ronnie Romero - voce (2015-presente)

- Ritchie Blackmore - chitarra (1975-1984;1993-1997;2015-presente)
- Jens Johansson - tastiera (2015-presente)
- Bob Nouveau - basso (2015-presente)
- David Keith - batteria (2015-presente)

### Membri precedenti
- Ronnie James Dio - voce (1975-1979)
- Micky Lee Soule - tastiera (1975)
- Craig Gruber - basso (1975)
- Gary Driscoll - batteria (1975)
- Tony Carey - tastiera (1975-1977)
- Jimmy Bain - basso (1975-1977)
- Mark Clark - basso (1977-1978)
- Cozy Powell - batteria (1975-1980)
- David Stone - tastiera (1977-1979)
- Bob Daisley - basso (1977-1979)
- Graham Bonnet - voce (1979-1980)
- Don Airey - tastiera (1979-1981)
- Roger Glover - basso (1979-1984)
- Bobby Rondinelli - batteria (1980-1983)
- Joe Lynn Turner - voce (1980-1984)
- David Rosenthal - tastiera (1981-1984)
- Chuck Burgi - batteria (1983-1984; 1995-1996)
- Doogie White - voce (1993-1996)
- Paul Morris - tastiere (1993-1996)
- Greg Smith - basso (1993-1996)
- John O'Reilly - batteria  (1993-1996)

## Discografia

### Album in studio
- 1975 – Ritchie Blackmore's Rainbow
- 1976 – Rising
- 1978 – Long Live Rock 'n' Roll
- 1979 – Down to Earth
- 1981 – Difficult to Cure
- 1982 – Straight Between the Eyes
- 1983 – Bent Out of Shape
- 1995 – Stranger in Us All

### Album live
- 1977 – On Stage
- 1986 – Finyl Vinyl
- 1990 – Live in Germany 1976
- 2006 – Live in Munich 1977
- 2016 - Memories in Rock - Live in Germany
- 2017 - Live in Birmingham 2016
- 2018 - Memories in Rock II

### Unofficial Release
- 1983 - Taffs & Toffs

### EP
- 1981 - Jealous Lover

### Enciclopedie
- Riccardo Bertoncelli, Storia leggendaria della musica rock, Firenze, Giunti Editore, 1999,  p. 256, ISBN 88-09-01407-3.
- Alessandro Bonini, Emanuele Tamagnini, I Classici del Rock: i Protagonisti Che Hanno Contribuito a Rendere Immortale il Rock, Roma, Gremese editore, 2005, ISBN 978-88-8440-363-6.
- (EN) Peter Buckley, Jonathan Buckley, The Rough Guide to Rock, Rough Guides, 2003,  p. 1225, ISBN 1-84353-105-4.
- (EN) Ian Christe, Sound of the beast: the complete headbanging history of heavy metal, Allison & Busby, 2004,  p. 399, ISBN 0-7490-8351-4.
- E. Cilia, F. Guglielmi, Rock. I 500 dischi fondamentali, Firenze, Giunti Editore, 2002,  p. 226, ISBN 978-88-09-02750-3.
- Federico Guglielmi, Cesare Rizzi, Grande Enciclopedia Rock, Firenze, Giunti editore, 2002, ISBN 88-09-02852-X.
- Martin C. Strong, The great rock discography, Firenze, Giunti Editore, 1998,  p. 1120, ISBN 88-09-21522-2.
- (EN) Robert Walser, Running with the Devil: power, gender, and madness in heavy metal music, Wesleyan University Press, 1993,  p. 193, ISBN 978-0-8195-6260-9.
- Rizzi, Cesare. Progressive & Underground '67 - '76. Firenze: Giunti Editore (2003), ISBN 88-09-03230-6.

### Testi monografici
- (EN) Jerry Bloom, Black Knight: Ritchie Blackmore, Londra, Omnibus Press, 2008, ISBN 978-0-8256-3604-2.
- (EN) Jerry Bloom, Long Live Rock 'n' Roll Story, Bedford, Wymer Publishing, 2009, ISBN 978-0-9557542-2-7.
- (EN) Roy Davies, Rainbow Rising: The Story of Ritchie Blackmore's Rainbow, Helter Skelter, 2002, ISBN 978-1-900924-31-3.
- (EN) Martin Popoff, Rainbow - English Castle Magic, Metal Blade, 2006.